# Comuna Radomin
Gmina Radomin este o comună (în poloneză: gmina) rurală în powiat Golub-Dobrzyń, voievodatul Cuiavia și Pomerania, Polonia.
Comuna acoperă o suprafață de 80,77 km² și are, potrivit datelor din anul 2006, o populație de 4.104.